# Cobá
Cobá is een voormalige precolumbiaanse Mayastad op het schiereiland Yucatán ten zuidoosten van Valladolid gelegen in de staat Quintana Roo in Mexico. 
De ruïnes van de stad zijn gelegen aan de oevers van de meren Lago Cobá en Lago Macanxoc. 
De stad werd opgericht kort na het begin van de jaartelling en groeide uit tot een stadstaat die zijn hoogtepunt kende tussen 600 en 800. De stad had indertijd waarschijnlijk zo rond de 50.000 inwoners en besloeg een oppervlakte van zo'n 80 km². Ten tijde van de komst van de Spanjaarden was de stad nog steeds gedeeltelijk bewoond, maar raakte daarna in de vergetelheid totdat in 1920 een groep wetenschappers de stad weer vond.
In Cobá is onder andere de Tempelpiramide Nohoch-Mul (ook Castillo genoemd) van 42 meter hoogte. 

## Galerij

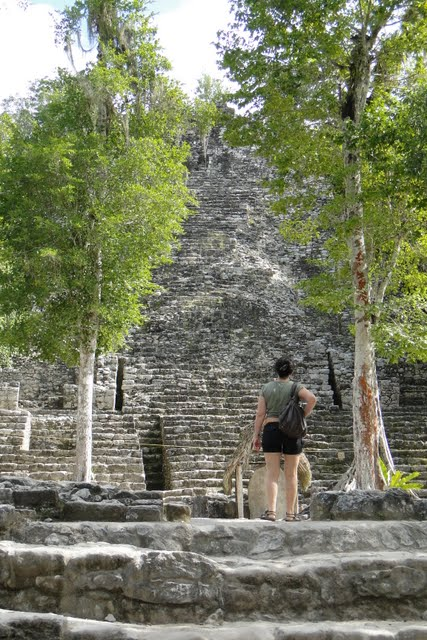
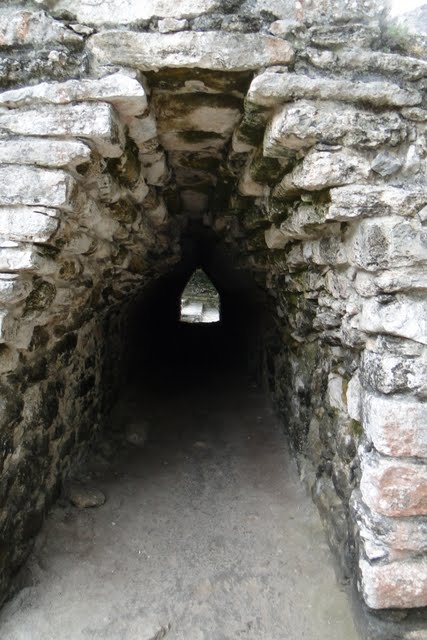
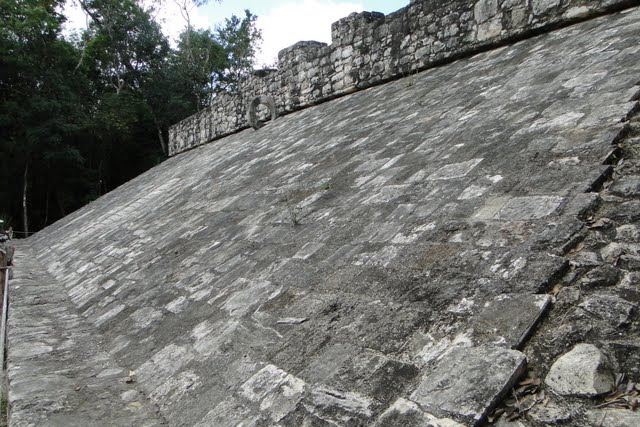
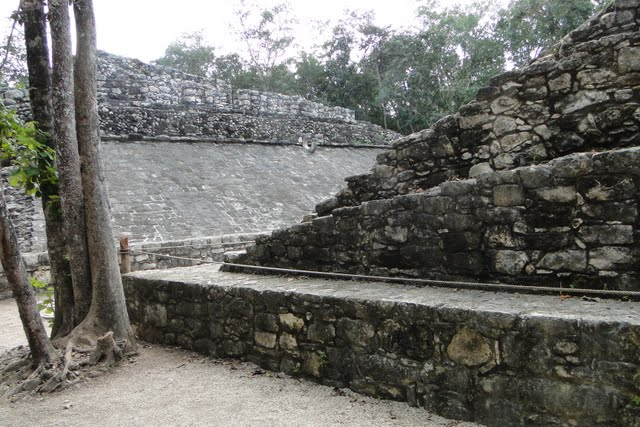
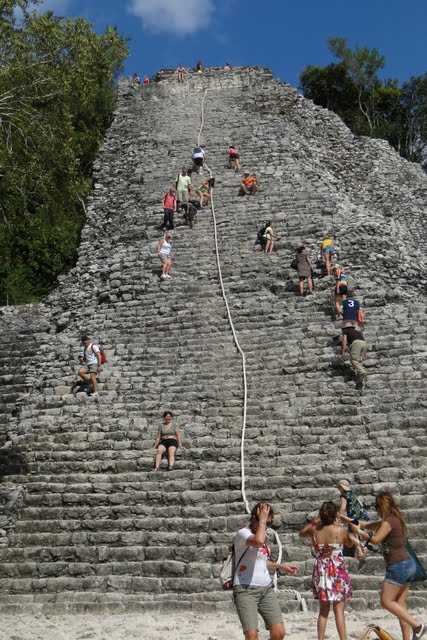